# جونگاری
جَونگاری (انگلیسی: Aerography) به تولید نمودارها و نقشه‌های هواشناسی گفته می‌شود که اطلاعات مورد نیاز این کار اصولاً توسط مشاهدات رادیوسوند تهیه می‌شود. نمودارهای فشار ثابت به‌طور معمول در فشار هوای استاندارد ساخته می‌شوند. فشار هوای استاندارد ۸۵۰، ۷۰۰، ۵۰۰، ۴۰۰، ۳۰۰، ۲۵۰ و ۲۰۰ میلی‌بار یا هکتوپاسکال (hPa) در دستگاه بین‌المللی یکاها (SI) است. نمودارهای اقلیمی گاهی در فشارهای هوای پایین‌تر که در ارتفاع بالای ۴۰٬۰۰۰ پا (۱۲ کیلومتر) رخ می‌دهد نیز ترسیم می‌شود. خطوطی که فشار هوای یکسان دارند، خطوط هم‌فشار یا ایزوبار نامیده می‌شوند. خطوط هم‌دما نیز خطوطی هستند که دمای هوا بر روی آن‌ها برابر است.